# 田纳西·威廉斯
托马斯·拉尼尔·威廉斯三世（英語：Thomas Lanier Williams III，1911年3月26日—1983年2月25日），以筆名田纳西·威廉斯（Tennessee Williams）聞名於世，二十世紀美國最重要的劇作家之一。他于1948年及1955年分別以他的《欲望号街车》（A Streetcar Named Desire）及《熱鐵皮屋頂上的貓》（Cat on A Hot Tim Roof）赢得普利策戏剧奖。除此之外，《玻璃動物園》（The Glass Menagerie）在1945年以及《大蜥蜴之夜》（The Night of the Iguana ）在1961年拿下紐約戲劇評論獎（New York Drama Critics' Circle Award）。1952年他的《玫瑰刺青》（The Rose Tattoo）獲得東尼獎最佳戲劇的殊榮。他在《玻璃動物園》首次提出了“造型戏剧”(plastic theatre) 观念.

## 生平

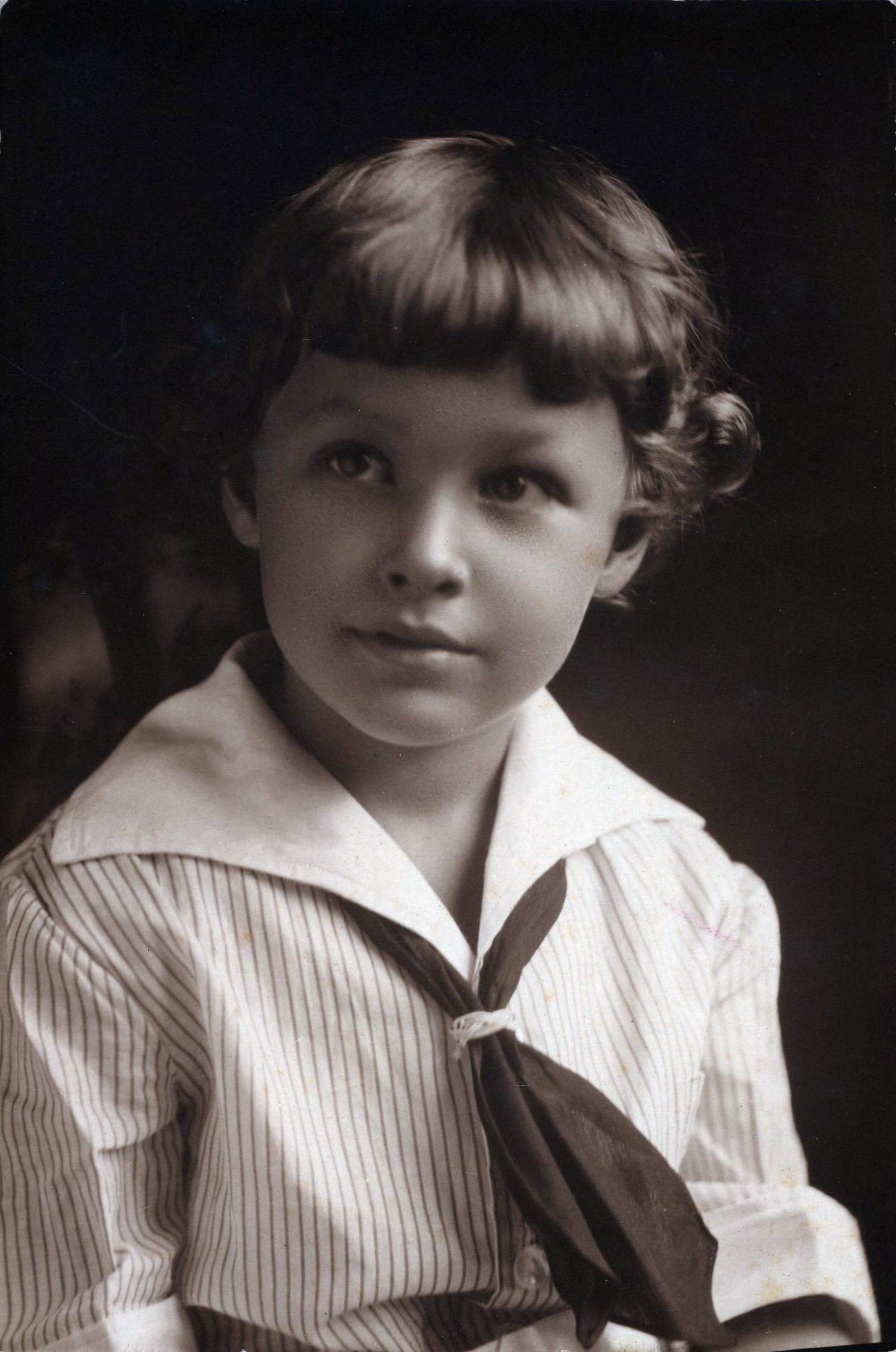
5歲時的威廉斯

田纳西·威廉斯於1911年3月26日出生在密西西比州的哥倫布市，身為牧師的外祖父的家中（該地現今是該市的觀光客服務中心）。這樣的環境也因此激發了他許多的寫作靈感。他三歲時，全家移居到密西西比州的克拉克戴爾；七歲時，被診斷出有白喉，後兩年的時間裡，他幾乎任何事都不能做。然而他母親當時不允許他浪費時間，進而鼓勵他利用他的想像力；十三歲時，他母親給了他一台打字機。
1918年威廉斯全家再搬到密蘇里州的聖路易斯。他父親是位到處奔波的鞋子售貨員，在他孩子較年長時他變得越加辱罵他們；他母親是位美國南方上流世家的後裔，對於威廉斯她有幾分令人感到窒息。他的弟弟Dakin比較受到父親的眷顧。
威廉斯16歲時在文學雜誌Smart Set贏得散文第三名，獎金5元美金。一年後發表了The Venegeance of Nitocris。
30年代早期，威廉斯在大學時加入ATO兄弟會，會中其他成員因為他說話的南方腔調，而給他起了田納西（Tennessee）這個外號。1935年威廉斯寫了他第一部公開演出的戲劇《開羅！上海！孟買！》（Cairo!Shanghai!Bombay!），並在田納西州的孟菲斯市演出。
1937年，威廉斯搬往紐奧良市的法蘭西區的圖盧茲街772號，並且為公共事业振兴署（Work Progress Administration，WPA，為當時的失業者創造就業機會的機構）寫作。1947年創作《慾望街車》的時候是居住在聖彼得街632號。
威廉斯與他的姊姊蘿絲關係親近，他也深受她的影響。蘿絲是位纖瘦美麗的女子，被診斷出有精神分裂症，大部分的時間都在精神病療養院度過。經過幾次的心理治療均不見效，她變得更加偏執。她父母最後同意進行前腦葉白質切除手術。1942年，手術在華盛頓特區進行，但之後情況惡化，蘿絲的餘生就在沒有行為能力的狀況下度過。蘿絲的手術失敗對威廉斯是極大的打擊，他從來不原諒他的父母同意施行該手術。這也可能是造成他日後酗酒的因素之一。許多偏執的女性角色出現在威廉斯的戲劇裡，可能都是受蘿絲的影響。
威廉斯的劇本中的角色常直接代表了他的家庭成員。《玻璃動物園》裡的蘿拉就是以乃姊蘿絲為樣本，一些傳記也提到《慾望街車》的布蘭琪也是以她為樣本。腦葉切除手術也出現在《夏日癡魂》（Suddenly, Last Summer）裡。《玻璃動物園》裡的母親阿曼達可以被視為就是威廉斯的母親，劇中的湯姆則可視為是威廉斯自己。
他與他的助理兼同性愛人法蘭克·梅洛的關係從1947年開始，直到1963年梅洛過世為止。在他們相處的期間，梅洛對於威廉斯是個安定的力量，他多次平撫了威廉斯憂鬱症的發作，因為威廉斯害怕自己也像姊姊蘿拉一樣發狂。然而梅洛因癌症過世之後，長達十多年的憂鬱症問題就一直困擾著威廉斯。
威廉斯是反同性戀社會氣氛下的受害者，他曾在1979年遭到五名年輕男孩的攻擊，但沒有受到太嚴重的身體傷害。一些評論家說病態地墮落呈現在他的作品裡，另一些則相信這是威廉斯在反抗自己是同性戀者的事實。
1983年，威廉斯在紐約一棟旅館裡，被瓶蓋噎住呼吸道窒息而死，享年71歲。然而有些人認為（包含他弟弟Dakin）威廉斯是被謀殺而死。而警方的報告顯示他的死亡可能與用藥不當有關係。他房間被發現有些成藥，可能因為藥物或酒精的影響，導致無法從適當地反應窒息且從他喉嚨取出瓶蓋而致死。

## 作品

### 戏剧
- Beauty Is the Word (1930)
- 《開羅！上海！孟買！》Cairo! Shanghai! Bombay! (1935)
- Candles to the Sun (1936)
- The Magic Tower (1936)
- Fugitive Kind (1937)
- Spring Storm (1937)
- Summer at the Lake (1937)
- The Palooka (1937)
- The Fat Man's Wife (1938)
- Not about Nightingales (1938)
- Adam and Eve on a Ferry (1939)
- Battle of Angels (1940)
- The Parade or Approaching the End of Summer (1940)
- The Long Goodbye (1940)
- Auto Da Fé (1941)
- The Lady of Larkspur Lotion (1941)
- At Liberty (1942)
- The Pink Room (1943)
- The Gentleman Callers (1944)
- The Glass Menagerie (1944)
- You Touched Me (1945)
- Moony's Kid Don't Cry (1946)
- 《此屋不堪使用》 This Property is Condemned (1946)
- Twenty-Seven Wagons Full of Cotton (1946)
- Portait of a Madonna (1946)
- The Last of My Solid Gold Watches (1947)
- Stairs to the Roof (1947)
- 《慾望街車》A Streetcar Named Desire (1947)
- Summer and Smoke (1948)
- I Rise in Flame, Cried the Phoenix (1951)
- The Rose Tattoo (1951)
- Camino Real (1953)
- Hello from Bertha (1954)
- Lord Byron's Love Letter (1955) - libretto
- Three Players of a Summer Game (1955)
- 《熱鐵皮屋頂上的貓》Cat On a Hot Tin Roof (1955)
- The Dark Room (1956)
- The Case of the Crushed Petunias (1956)
- Baby Doll (1956) - original screenplay
- Orpheus Descending (1957)
- Suddenly, Last Summer (1958)
- A Perfect Anaysis Given by a Parrot (1958)
- Garden District (1958)
- Something Unspoken (1958)
- Sweet Bird of Youth (1959)
- The Purification (1959)
- And Tell Sad Stories of the Deaths of Queens (1959)
- Period of Adjustment (1960)
- 《大蜥蜴之夜》The Night of the Iguana (1961)
- The Milk Train Doesn't Stop Here Anymore (1963)
- The Eccentricities of a Nightingale (1964)
- Grand (1964)
- Slapstick Tragedy (The Mutilated and The Gnädiges Fräulein) (1966)
- The Mutilated (1967)
- Kingdom of Earth / Seven Descents of Myrtle (1968)
- Now the Cats with Jewelled Claws (1969)
- In the Bar of a Tokyo Hotel (1969)
- Will Mr. Merriweather Return from Memphis? (1969)
- I Can't Imagine Tomorrow (1970)
- The Frosted Glass Coffin (1970)
- Small Craft Warnings (1972)
- Out Cry (1973)
- The Two-Character Play (1973)
- The Red Devil Battery Sign (1975)
- Demolition Downtown (1976)
- This Is (An Entertainment) (1976)
- Vieux Carré (1977)
- Tiger Tail (1978)
- Kirche, Kŭche und Kinder (1979)
- Creve Coeur (1979)
- Lifeboat Drill (1979)
- Clothes for a Summer Hotel (1980)
- The Chalky White Substance (1980)
- This Is Peaceable Kingdom / Good Luck God (1980)
- Steps Must be Gentle (1980)
- The Notebook of Trigorin (1980)
- Something Cloudy, Something Clear (1981)
- A House Not Meant to Stand (1982)
- The One Exception (1983)

### 小说
- The Roman Spring of Mrs. Stone

## 田纳西·威廉斯在華文世界
慾望街車在2005年由郭強生翻譯、導演，在台灣於台北新舞台演出。